# Urobilinogen
Urobilinogenul este un produs secundar al reacției de reducere a bilirubinei. Se formează la nivel intestinal prin acțiunea bacteriană asupra bilirubinei conjugate. Aproximativ 50% din urobilinogenul format este reabsorbit și livrat prin vena portă la ficat. Din acesta, cea mai mare parte ajunge în vezica biliară, iar restul intră în circulația sistemică și este excretat de rinichi. Excreția urinară de urobilinogen nu depășește, în condiții normale, 4 mg în 24 de ore.
Nivelul de urobilinogen poate fi folosit ca marker pentru identificarea etiopatogeniei icterului. Astfel, un nivel scăzut de urobilinogen, corelat cu un nivel crescut de bilirubină, poate fi un indicator pentru o obstrucție intestinală (care împedică transformarea bilirubinei în urobilinogen). Pe de altă parte, niveluri crescute de urobilinogen se pot detecta în bolile hepatice (de exemplu, ciroza, când hepatocitul nu mai poate prelua urobilinogenul din circulația portală). De asemenea, niveluri ridicate pot apărea în anemiile hemolitice.
În materiile fecale umane, nivelul normal al urobilinogenului excretat este în intervalul de 30-300 mg în 24 de ore. Această cantitate se obține prin reducerea stercobilinei la urobilinogen, stercobilina fiind forma în care urobilinogenul apare în fecale. 
În general, patologia urobilinogenului este legată de ciclul bilirubinei în organism.Urobilina, forma oxidată a urobilinogenului din urină, dă urinii culoarea caracteristică. Totodată, stercobilina, forma oxidată de stercobilinogenului derivat din urobilinogen, dă fecalelor culoarea caracteristică.  

## Metode de măsurare a urobilinogenului din urină
Pe lângă analiza de laborator a culturilor urinare, există două metode cu bandelete pentru măsurarea urobilinogenului urinar, atunci când acesta este mai mare de 0,2-0,4 mg/dL. În reacția aldehidei Ehrlich (metoda Multistix), urobilinogenul interacționează, într-un mediu acid, cu dimetilaminobenzaldehida, rezultând o culoare ce poate fi comparată cu un etalon. Această metodă nu este însă caracteristică exclusiv urobilinogenului, diverși alți metaboliți putând de asemenea interacționa cu dimetilaminobenzaldehida (exp. metaboliți ai acidului amionosalicilic, porfobilinogenul, metildopa etc.). Reacția poate fi inhibată de niveluri mari de nitriți, dând un rezultat fals-negativ.
Cea de-a doua metodă, Chemstrip, este mai specifică pentru urobilinogen. În acest caz, urobilinogenul reacționează cu un compus de diazoniu într-un mediu acid, rezultând un colorant azoic. Culoare rezultată este comparată cu un etalon. 
Când urina nu este testată imediat, la contactul cu aerul atmosferic, urobilinogenul este transformat în urobilină, obținându-se un rezultat fals-negativ.

## Nomenclatură
Urobilinogen (D-urobilinogenul) este strâns legat de alți doi compuși: mezobilirubinogenul (I-urobilinogen) și stercobilinogenul (L-urobilinogen).  Mai exact, urobilinogenul poate fi redus pentru a forma mezobilirubinogen, iar mezobilirubinogenul poate fi redus mai departe pentru a forma stercobilinogen. Totuși, în mod confuz, acești trei compuși sunt adesea denumiți în mod colectiv „urobilinogeni”. 